# Nicolasa Escamilla
Nicolasa Escamilla, född före 1747, död efter 1776, var en spansk tjurfäktare, känd som La Pajuelera. 
Hon tillhörde de mest kända kvinnliga tjurfäktarna och var en berömdhet i sin samtid. Hon avbildades av Francisco Goya och var föremål för en dikt av Fernando Soteras.